# 雲林院祐基
雲林院 祐基（うじい すけもと）は、戦国時代から安土桃山時代にかけての武将。「雲林院大夫」・「祐尊」も同一人物か。

## 略歴
雲林院氏は伊勢国の国人・長野工藤氏の支流。
長野工藤氏14代当主・長野稙藤の子として生まれた祐基は、分家である雲林院氏を継承した。織田信長の伊勢侵攻により、永禄11年（1568年）2月に長野工藤氏が信長の実弟・織田信包を養子に迎えることになると、祐基はそれに臣従する。信包とはその後対立し、天正8年（1580年）、居城・雲林院城を奪われて追放された。
そのため、婿の矢部家定を頼り、家定の執り成しによって微禄ではあるが信長の直臣として召し抱えられた（『勢州軍記』）。天正10年（1582年）5月に信長が上洛した際、安土城二の丸番衆の1人として雲林院出羽守の名がある（『信長公記』）。天正12年（1584年）の小牧・長久手の戦いでは羽柴秀吉に属した。
子・兵部少輔は滝川一益の婿であり、諸国を流浪した後に豊臣秀吉に召抱えられたといわれる（『勢州軍記』）。